# Gallina Pintadita
Galinha Pintadinha es un proyecto infantil brasileño de animación educativa centrado en la música infantil, creado por los productores Juliano Prado y Marcos Luporini. La Galinha Pintadinha se convirtió en uno de los mayores éxitos audiovisuales de Brasil de todos los tiempos, vendiendo más de 200 000 DVDs.

## Historia
El 28 de diciembre de 2006, el dúo decidió agregar una animación infantil al sitio web YouTube para presentarla a algunos productores de un canal infantil en São Paulo, ya que no podrían asistir a la reunión.
Con la desaprobación del video por los ejecutivos, la idea inicial no pudo ser concretada. Sin embargo, seis meses después, Juliano y Marcos se dieran cuenta que no habían eliminado el video del sitio web, y que este habría logrado tener un número importantes de visitas, alrededor de 500 mil.
En 2008, viendo la posibilidad de éxito, el proyecto siguió adelante con la creación del DVD Galinha Pintadinha e Sua Turma, que presentaba animaciones 2D con personajes infantiles y canciones de dominio público. El audio incluía canciones de varias generaciones, como "A Barata", "Indiozinhos", "Escravos de Jó" y "Marcha soldado".
En 2010, con el apoyo de Som Livre, el equipo creó el segundo DVD, titulado Galinha Pintadinha 2. El DVD también incluía canciones clásicas, como "Atirei o pau no gato", "Alecrim Dourado", "Sapo Cururu" y " Veo que esa calle era mía”. En el primer mes se vendieron más de 100 mil copias, lo que garantizó el premio con un disco de doble platino.
Hasta 2015, la marca ocupaba el puesto 89 a nivel mundial entre las 150 marcas licenciadas que más ganan en el mundo, apareciendo en Forbes Brasil.
En el ranking elaborado por la ABPD para el mercado musical brasileño, el segundo DVD del proyecto fue el sexto más vendido en 2010 y el 17.º en 2011.
Con el éxito de los DVD, en los últimos tiempos el proyecto también se ha centrado en vender otros productos como peluches, juegos, libros y aplicaciones para teléfonos inteligentes.
Además del espectáculo lúdico Galinha Pintadinha Official Tour, el proyecto también llegó al escenario musical, con Galinha Pintadinha: El Musical. El Musical está dirigido por Ernesto Piccolo, quien ya ha sido nominado dos veces al premio Shell.
Hoy, el clip que empezó todo ha sido visto más de 450 millones de veces. El sitio oficial muestra que el número de visualizaciones totales en YouTube supera los 7 000 000 000 (7 mil millones), siendo el primer canal brasileño en alcanzar esa meta. El equipo también anuncia que ya se han vendido más de 450 mil DVD oficiales, lo que resultó en la recepción de dos discos de triple platino.
El éxito del proyecto lo llevó a recibir una parodia en el programa humorístico Tá no Ar: a TV na TV de Rede Globo en 2015, Galinha Preta Pintadinha. En noviembre de 2016 fue indicada como una de las finalistas de la categoría Televísion Infantil.
En marzo de 2018 se anunció que el canal franquicia había alcanzado más de 100 millones de reproducciones y que había un proyecto de programa de televisión.